# ジェイソン・ブラム
ジェイソン・ブラム（Jason Blum、1969年2月20日 - ）は、アメリカ合衆国の映画・テレビドラマプロデューサー。1969年2月20日生まれ。ブラムハウス・プロダクションズCEO。主に低予算のホラー映画を手がける。

## 略歴
1991年ニューヨーク・ヴァッサー大学を卒業。イーサン・ホークの劇団「Malaparte theater company」で演出家を務める。その後ミラマックスに入社し、外国映画の買収などに関わる。2000年にブラムハウス・プロダクションを設立。製作する作品はいずれも低予算で、主にホラーを手がける。『セッション』 『ゲット・アウト』『ブラック・クランズマン』でアカデミー賞作品賞にノミネートされた。

## 製作に携わった作品

### 映画
- 『イージー・シックス』 Easy Six（2003）
- 『ダーウィン・アワード』 The Darwin Awards（2006）
- 『パラノーマル・アクティビティ』 Paranormal Activity（2007）
- 『パラノーマル・アクティビティ2』Paranormal Activity 2（2010）
- 『インシディアス』 Insidious（2010）
- 『妖精ファイター』 Tooth Fairy（2010）
- 『パラノーマル・アクティビティ3』 Paranormal Activity 3（2011）
- 『パラノーマル・アクティビティ4』 Paranormal Activity 4（2012）
- 『フッテージ』 Sinister（2012）
- 『ロード・オブ・セイラム』 The Lords of Salem（2012）
- 『ザ・ベイ』 The Bay（2012）
- 『ベイビー・メイク 私たちのしあわせ計画』 The Babymakers（2012）
- 『ダークスカイズ』 Dark Skies（2013）
- 『インシディアス 第2章』 Insidious:Chapter 2（2013）
- 『インサイド・ミー』 Plush（2013）
- 『グリーン・インフェルノ』 The Green Inferno（2013）※製作総指揮
- 『オキュラス/怨霊鏡』 Oculus（2013）※製作総指揮
- 『パージ』 The Purge（2013）
- 『パラノーマル・アクティビティ/呪いの印』 Paranormal Activity: The Marked Ones（2014）
- 『13の選択』 13 Sins（2014）※製作総指揮
- 『パージ:アナーキー』 The Purge: Anarchy（2014）
- 『セッション』 Whiplash（2014）
- 『ジェサベル』 Jessabelle（2014）
- 『呪い襲い殺す』 Ouija（2014）
- 『鮮血ピエロの惨劇』 Mockingbird（2014）
- 『クレイジー・ドライブ』 Stretch（2014）
- 『スティーブン・キング 血の儀式』 Mercy（2014）
- 『クリープ』 Creep（2014）
- 『アンフレンデッド』 Unfriended（2014）※製作総指揮
- 『フッテージ デス・スパイラル』 Sinister2（2015）
- 『ジェニファー・ロペス 戦慄の誘惑』 The Boy Next Door（2015）
- 『サバイバル・ドライブ』 Curve（2015）
- 『ラザロ・エフェクト』 The Lazarus Effect（2015）
- 『ヴィジョン/暗闇の来訪者』 Visions（2015）
- 『ザ・ギフト』 The Gift（2015）
- 『パラノーマル・アクティビティ5』 Paranormal Activity: The Ghost Dimension（2015）
- 『ヴィジット』 The Visit（2015）
- 『死霊高校』 The Gallows（2015）
- 『ジェム&ホログラムス』 Jem and the Holograms（2015）
- 『ジェシカ・アルバ ヘブンズ・ベール 死のバイブル』The Veil（2016）
- 『サイレンス』 Hush（2016）
- 『インフィニット』 Sleight（2016）
- 『ヴァイラル』 Viral（2016）
- 『ダークネス』 The Darkness（2016）
- 『ウィジャ ビギニング 〜呪い襲い殺す〜』Ouija: Origin of Evil（2016）
- 『ドクター・エクソシスト』 Incarnate（2016）
- 『スプリット』 Split（2017）
- 『ゲット・アウト』 Get Out（2017）
- 『ステファニー 死体と暮らす少女』 Stephanie（2017）
- 『ハッピー・デス・デイ』 Happy Death Day（2017）
- 『Amityville: The Awakening』（2017）
- 『ベンジー』 Benji（2018）
- 『インシディアス 最後の鍵』 Insidious: The Last Key（2018）
- 『トゥルース・オア・デア 〜殺人ゲーム〜』 Truth or Dare（2018）
- 『パージ:エクスペリメント』 The First Purge（2018）
- 『アンフレンデッド: ダークウェブ』 Unfriended: Dark Web（2018）
- 『ブラック・クランズマン』 BlacKkKlansman（2018）
- 『アップグレード』 Upgrade（2018）
- 『冷たい嘘』 The Lie（2018）
- 『ハロウィン』 Halloween（2018）
- 『ストックホルム・ケース』 Stockholm（2018）
- 『ミスター・ガラス』 Glass（2019）
- 『ハッピー・デス・デイ 2U』 Happy Death Day 2U（2019）
- 『マー -サイコパスの狂気の地下室-』 Ma（2019）
- 『ドント・レット・ゴー -過去からの叫び-』 Don't Let Go（2019）
- 『ブラック・クリスマス』 Black Christmas（2019）
- 『ファンタジー・アイランド』 Fantasy Island（2020）
- 『透明人間』 The Invisible Man（2020）
- 『ザ・ハント』 The Hunt（2020）
- 『レフト -恐怖物件-』 You Should Have Left（2020）
- 『ブラック・ボックス』 Black Box（2020）※製作総指揮
- 『ノクターン』 Nocturne（2020）
- 『イーブルアイ』 Evil Eye（2020）
- 『ザ・クラフト: レガシー』 The Craft: Legacy（2020）
- 『ザ・スイッチ』 Freaky（2020）
- 『呪われた老人の館』 The Manor (2021)
- 『ハロウィン KILLS』 Halloween Kills（2021）
- 『ブラック・フォン』 The Black Phone（2022）
- 『ハリガン氏の電話』 Mr. Harrigan's Phone（2022）
- 『ソフト/クワイエット』 Soft & Quiet（2022）
- 『インシディアス 赤い扉』 Insidious: The Red Door（2023）
- 『M3GAN ミーガン』 M3GAN（2023）
- 『ハロウィン・キラー!』 Totally Killer（2023）
- 『エクソシスト 信じる者』 The Exorcist: Believer（2023）
- 『ファイブ・ナイツ・アット・フレディーズ』 Five Nights at Freddy's（2023）
- 『ナイトスイム』 Night Swim（2024）
- 『イマジナリー』 Imaginary（2024）
- 『スピーク・ノー・イーブル 異常な家族』 Speak No Evil（2024）
- Wolf Man（2025）
- 『DROP/ドロップ』 Drop（2025）
- 『M3GAN/ミーガン 2.0』 M3GAN 2.0（2025）
- 『ロスト・バス』 The Lost Bus (2025)
- Black Phone 2（2025）
- Five Nights at Freddy's 2（2025)
- SOULM8TE（2026）

### テレビ映画
- 『ユマ・サーマンの運命の人を探して』 Hysterical Blindness（2002）※製作総指揮
- 『THE RIVER　呪いの川』 The River（2012）※製作総指揮
- 『ノーマル・ハート』 The Normal Heart（2014）※製作総指揮
- 『アセンション』 Ascension（2014）※製作総指揮
- 『サウス・オブ・ヘル 魔物の巣食う街』 South of Hell（2015）※製作総指揮

### テレビドラマ
- 『シャープ・オブジェクツ』Sharp Objects ※製作総指揮

## 関連文献
- Interview with Blum（2013）